# アルベール・シャトレ
アルベール・シャトレ（仏: Albert Châtelet、1883年10月24日 - 1960年6月30日
）はフランスの政治家、数学者。

## 経歴
1905年から3年間をパリの高等師範学校で過ごした。1908年、アグレガシオンを獲得した。 1911年に博士号を得て、公共医療機関に従事した。第一次世界大戦中は弾道学研究部隊に所属した。 エコール・サントラル・ド・リールの講師に任用され、1920年にリール・ノール・ド・フランス大学の教授となった。 1924年までに副学長へ昇進している。13年の勤務の後、フランス国民教育省の中等教育部門の長に抜擢され、大臣ジャン・ゼイの下で1940年まで働いた。1945年にパリ大学理学部に入り、1949年にジャン・カバンヌからディーンを引き継いだ。1954年、ディーンを引退した。1955年、 理性主義者連合に入会して、フランス第四共和政の没落の最前線で政治運動に参加した。1958年、民主主議勢力連合を代表して1958年フランス大統領選挙の候補者に上がった。わずか8.4%しか票を集めることができず、シャルル・ド・ゴールに敗れた。

## 数学

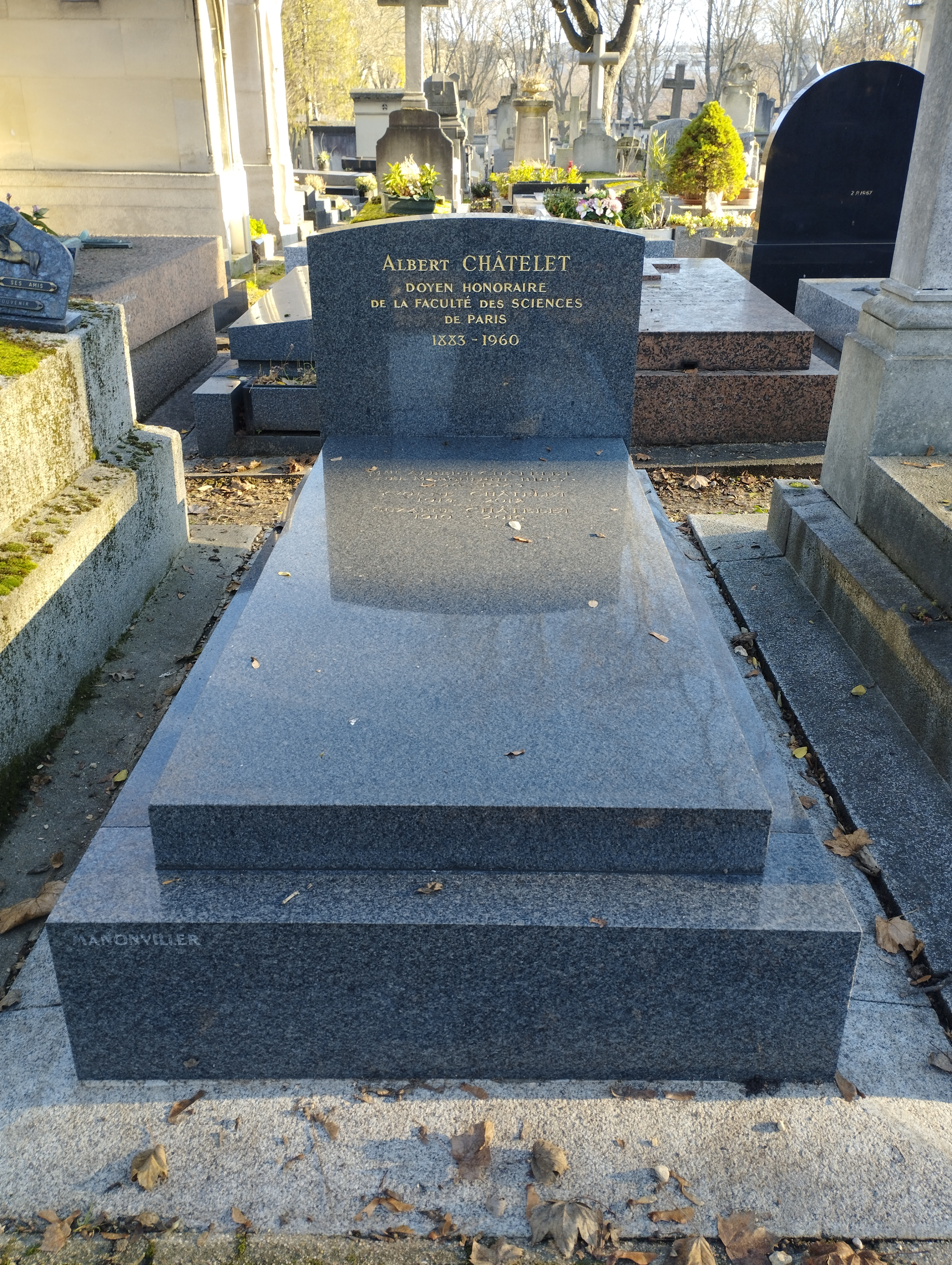
シャトレの墓標

1947年、シャトレは組成列の正規関係を導入し、ジョルダン・ヘルダーの定理とシュライアーの細分定理の一般化を示した。また、 "Algebra de relations de congruence" を提唱した。 二項関係の研究は、シャトレの生徒のジャック・リゲに受け継がれた。
数論や群論においても研究成果を上げている。クルト・ヘンゼルやヘルムート・ハッセ、ドイツのp進数研究者らの作品をフランスに紹介した。また、アンリ・ポワンカレの作品集5巻の編集者であった。1920年にストラスブールで開催された国際数学者会議にて、全体演説を行い Loi de Réciprocité Abélienne を発表した。1947年にフランス数学会の会長に選ばれた。パリ5区にある大学センターの一つや、フランス国立科学研究センターのある賞には、シャトレを称えて彼の名が使用されている。
息子に数学者のフランソワ・シャトレ、監察官のジャン・シャトレ、美術史家のアルベール・シャトレがいる。